# Alexander Shatilov
Alexander Shatilov (Taskent, Uzbekistán, 22 de marzo de 1987) es un gimnasta artístico, nacido soviético y nacionalizado israelí, especialista en la prueba de suelo, con la que ha ganado dos medallas de bronce en 2009 y 2011.

## Carrera deportiva
En el Mundial de Londres 2009 gana la medalla de bronce en la prueba de suelo, quedando tras el rumano Marian Drăgulescu y el chino Zou Kai.
En el Mundial de Tokio 2011 vuelve a ganar el bronce en suelo, en esta ocasión tras el japonés Kōhei Uchimura y de nuevo el chino Zou Kai.